# Arturo Cirillo
Arturo Cirillo (Castellammare di Stabia, ...) è un attore e regista teatrale italiano.

## Biografia
Suo padre di Frattamaggiore, cresce a Napoli. Si è avvicinato al teatro attraverso lo studio della danza, sia classica che contemporanea. 
Si diploma, come attore, all'Accademia nazionale d'arte drammatica di Roma nel 1992.
Come attore ha lavorato con Massimo Castri (La disputa di Pierre de Marivaux), Pierpaolo Sepe (Mamma: piccole tragedie minimali di Annibale Ruccello e Agonia di un decennio di M.Puig), Davide Iodice (Empedocle da Friedrich Hölderlin, Uscita d'emergenza di Manlio Santanelli, Nella solitudine dei campi di cotone di Bernard-Marie Koltès), Annalisa Bianco e Virgilio Liberti (Cave Canem da Michel de Ghelderode), Tito Piscitelli (Libertà a Brema di Rainer Werner Fassbinder), Massimiliano Civica (Ai fantoccini meccanici da Anonimo elisabettiano). 
Ma è con Carlo Cecchi, nella cui compagnia resterà dal 1993 al 2000, che svolgerà la sua maggiore attività come attore (Leonce e Lena di Georg Büchner, La locandiera di Carlo Goldoni, Finale di partita di Samuel Beckett, Amleto di William Shakespeare, Sogno di una notte di mezza estate di Shakespeare, Misura per misura di Shakespeare, Le nozze di Čechov, Sik Sik l'artefice magico di Eduardo De Filippo). Successivamente si dedica anche alla regia teatrale.

## Regie teatrali
- La lezione di Eugène Ionesco co-regia con Monica Nappo (1999)
- La notte è madre del giorno di Lars Norèn (2001)
- Il bacio della vedova di Israel Horovitz (2002)
- Mettiteve a fà l'ammore cu me! di Eduardo Scarpetta (2002)
- Le nozze di Antigone di Ascanio Celestini con Veronica Cruciani (2003)
- L'ereditiera di Annibale Ruccello (2003)
- La piramide! di Copi (2004)[1]
- Le intellettuali di Molière (2005)
- Le cinque rose di Jennifer di Annibale Ruccello (2006)
- Don Fausto di Antonio Petito (2007)
- L'inseguitore di Tiziano Scarpa (2008)
- Fatto di cronaca di Raffaele Viviani a Scampia (2009)
- Otello di William Shakespeare (2009)
- L'avaro di Molière (2010)
- La morsa di Luigi Pirandello (2011)
- L'infinito di Tiziano Scarpa (2011)
- Il vantone di Plauto/Pasolini (2012)
- La purga di Georges Feydeau (2012)
- Ferdinando di Annibale Ruccello (2012)
- Lo zoo di vetro di Tennessee Williams (2014)
- Scende giù per Toledo di Giuseppe Patroni Griffi (2014)
- La gatta sul tetto che scotta di Tennessee Williams (2014)
- Chi ha paura di Virginia Woolf? di Edward Albee (2015)
- Lungo viaggio verso la notte di Eugene O'Neill (2018)
- La scuola delle mogli di Molière (2018)
- Orgoglio e Pregiudizio da Jane Austen, adattamento teatrale di Antonio Piccolo (2019)
- Cyrano de Bergerac di Edmond Rostand (2021)
- Il gioco del panino di Alan Bennett (2023)

## Regie liriche
- L'Alidoro di L. Leo e G. Federico, Pietà dei Turchini, Antonio Florio (2008)
- Napoli milionaria! di Nino Rota ed Eduardo De Filippo, Festival della Valle d'Itria - Martina Franca, Giuseppe Grazioli (2010)
- La donna serpente di Alfredo Casella, Festival della Valle d'Itria - Martina Franca, Fabio Luisi (2014)
- La Cenerentola di Gioacchino Rossini, Opera Lombardia - Brescia, Yi-Chen Lin (2017)

## Letture sceniche
- Alla frontiera israeliana di Sahar Khalifa con Roberto Latini a cura di Mario Martone
- La Muta di Tommaso Landolfi, con Cristina Spina (2002) e con Emma Dante (2006)
- Sempre così i ragazzi, dall'opera di Nico Naldini (2007)
- Antonio e Piero Pollaiuoli di Giorgio Vasari, Letture Vasariane (2011)

## Saggi
- "Napoli milionaria!" di E. De Filippo, saggio del terzo anno del corso di recitazione, Accademia d'Arte Dramatica "Silvio d'Amico" Roma (2012)

## Televisione
- L'ereditiera di A. Ruccello, regia A.Cirillo regia televisiva Adolfo Conti Raidue Palcoscenico (2007)
- Le cinque rose di Jennifer di A. Ruccello regia A.Cirillo, regia televisiva Adolfo Conti Raidue Palcoscenico (2009)

## Radio
- Dopo la pioggia di Sergi Belbel regia Pappi Corsicato Rai Radiotre (1999)
- Sala giochi di Goffredo Fofi e Maurizio Braucci regia Davide Iodice Rai Radiotre (2001)
- Storyville lettura dall'opera di Boris Vian Rai Radiotre (2002)
- Prima e ultima conversazione tra assassino e vittima di Orhan Pamuk regia Simone Carella Rai Radiotre (2004)
- I racconti di Lev Tolstoj Ad alta voce, Rai Radiotre (2010)
- Il cardillo addolorato di Anna Maria Ortese, Ad alta voce, Rai Radiotre (2011)
- Althenopis di Fabrizia Ramondino, Ad alta voce, Rai Radiotre (2016)

## Regie radiofoniche
- Serata per Elsa dall'opera di Elsa Morante, Rai Radiotre (2012)

## Assistente alla regia
- Nella solitudine dei campi di cotone di B.M.Koltès, regia di Mario Martone Rai Radiotre (1998)

## Riconoscimenti
- 1996 – Premio Lo Straniero
- 1998 – Premio Coppola-Prati
- 2004 – Associazione Nazionale Critici di Teatro
- 2004 – Premio Ubu Miglior regia
- 2006 – Premio Ubu Migliore attore non protagonista
- 2007 – Premio Hystrio alla Regia
- 2009 – Premio Vittorio Mezzogiorno
- 2010 – Associazione Nazionale Critici di Teatro